# Stenellipsis spinipennis
Stenellipsis spinipennis är en skalbaggsart som beskrevs av Stefan von Breuning 1947. Stenellipsis spinipennis ingår i släktet Stenellipsis och familjen långhorningar. Inga underarter finns listade i Catalogue of Life.